# Клюгер, Рут
Рут Клюгер (нем. Ruth Klüger; 30 октября 1931[…], Вена или Видень — 5 октября 2020, Ирвайн, Калифорния) — австрийская и американская ученая в области лингвистики. Профессор, доктор наук, пережившая Холокост. Наиболее известна как автор литературного бестселлера «weiter leben: Eine Jugend» о детстве в Третьем рейхе, изданного в 1992 году.

## Биография
Рут родилась в Вене 30 октября 1931 года.
В марте 1938 года гитлеровские войска вошли в Вену. Аншлюс Австрии Третьим рейхом глубоко повлиял на жизнь шестилетней Рут Клюгер: девочка была вынуждена постоянно менять школы и выросла во враждебной и антисемитской среде. Её отец, гинеколог еврейского происхождения, потерял лицензию и впоследствии попал в тюрьму за проведение незаконных абортов.
После аншлюса Рут вместе с матерью была депортирована в концлагерь Терезиенштадт. Когда ей было 11 лет, её отец пытался бежать за границу, но был задержан и убит. Через год Рут перевели в Освенцим, затем в Гросс-Розен. После Второй мировой войны в 1945 году она поселилась в баварском Штраубинге, впоследствии начала изучать философию и историю в Высшей философско-теологической школе в Регенсбурге.
В 1947 году эмигрировала в США, изучала английскую литературу в Нью-Йорке и немецкую литературу в Беркли. Клюгер получила степень магистра в 1952 году и доктора наук — в 1967 году. Профессор колледжа немецкой литературы в Кливленде, Огайо, Канзасе и Вирджинии, а также в Принстоне и Университете Калифорнии в Ирвайне.
Последние годы проживала в Ирвайне и в Гёттингене. Умерла дома в Ирвайне 7 октября 2020 года.
Её воспоминания «До сих пор жива» (англ. Still Alive) в основном сосредотачиваются на времени, проведенном в концлагерях, и критически относятся к музейной культуре, созданной вокруг Холокоста.

## Премии
Клюгер получила много премий, среди которых:
- Rauriser Literaturpreis (1993)
- Премия Гриммельсхаузена (1993)
- Niedersachsenpreis (1993)
- Marie Luise Kaschnitz Prize (1995)
- Andreas Gryphius Prize, honorary prize (1996)
- Heinrich-Heine-Medaille (1997)
- Osterreichischer Staatspreis fur Literaturkruk (1998)
- Prix de la Shoah (1998)
- Thomas Mann Prize (1999)
- Preis der Frankfurter Anthologie (1999)
- Медаль Гёте (2005)
- Премия Хросвиты (2006)
- Lessing-Preis des Freistaates Sachsen (2007)
- Hermann-Cohen-Medaille (2008)
- Ehrenmedaille der Stadt Göttingen (2010)
- Austrian Danubius Donauland Nonfiction Book Prize (2010)[11]
- Theodor-Kramer-Preis (2011)